# Anthony Braizat
Anthony Braizat (Saint-Raphaël, 16 agosto 1977) è un allenatore di calcio ed ex calciatore francese, di ruolo centrocampista, tecnico del Neuchâtel Xamax.

## Carriera

### Allenatore
Dopo aver allenato le giovanili del Servette, assume l'incarico di allenatore della prima squadra, dal mese di gennaio 2016. Al termine della stagione conquista il primo posto e la promozione in Challenge League.

## Statistiche

### Statistiche da allenatore
Statistiche aggiornate al 25 maggio 2025.
| Stagione                    | Squadra                     | Campionato                  | Campionato | Campionato | Campionato | Campionato | Coppe nazionali | Coppe nazionali | Coppe nazionali | Coppe nazionali | Coppe nazionali | Coppe continentali | Coppe continentali | Coppe continentali | Coppe continentali | Coppe continentali | Altre coppe | Altre coppe | Altre coppe | Altre coppe | Altre coppe | Totale | Totale | Totale | Totale | % Vittorie | Piazzamento     |
| Stagione                    | Squadra                     | Comp                        | G          | V          | N          | P          | Comp            | G               | V               | N               | P               | Comp               | G                  | V                  | N                  | P                  | Comp        | G           | V           | N           | P           | G      | V      | N      | P      | %          | Piazzamento     |
| --------------------------- | --------------------------- | --------------------------- | ---------- | ---------- | ---------- | ---------- | --------------- | --------------- | --------------- | --------------- | --------------- | ------------------ | ------------------ | ------------------ | ------------------ | ------------------ | ----------- | ----------- | ----------- | ----------- | ----------- | ------ | ------ | ------ | ------ | ---------- | --------------- |
| gen.-mag. 2016              | Servette                    | PL                          | 13         | 10         | 2          | 1          | CS              | -               | -               | -               | -               | -                  | -                  | -                  | -                  | -                  | -           | -           | -           | -           | -           | 13     | 10     | 2      | 1      | 76,92      | Sub. 1° (prom.) |
| lug.-dic. 2016              | Servette                    | CL                          | 18         | 7          | 4          | 7          | CS              | 1               | 0               | 0               | 1               | -                  | -                  | -                  | -                  | -                  | -           | -           | -           | -           | -           | 19     | 7      | 4      | 8      | 36,84      | Eson.           |
| Totale Servette             | Totale Servette             | Totale Servette             | 31         | 17         | 6          | 8          |                 | 1               | 0               | 0               | 1               |                    |                    |                    |                    |                    |             |             |             |             |             | 32     | 17     | 6      | 9      | 53,13      |                 |
| mar.-giu. 2017              | Yverdon                     | 1°L                         | 9+4        | 9+3        | 0+0        | 0+1        | CS              | -               | -               | -               | -               | -                  | -                  | -                  | -                  | -                  | -           | -           | -           | -           | -           | 13     | 12     | 0      | 1      | 92,31      | Sub. 1° (prom.) |
| 2017-2018                   | Yverdon                     | PL                          | 30         | 18         | 2          | 10         | -               | -               | -               | -               | -               | -                  | -                  | -                  | -                  | -                  | -           | -           | -           | -           | -           | 30     | 18     | 2      | 10     | 60,00      | 3°              |
| 2018-2019                   | Yverdon                     | PL                          | 30         | 17         | 9          | 4          | CS              | 1               | 0               | 0               | 1               | -                  | -                  | -                  | -                  | -                  | -           | -           | -           | -           | -           | 31     | 17     | 9      | 5      | 54,84      | 2°              |
| lug.-nov. 2019              | Yverdon                     | PL                          | 17         | 11         | 5          | 1          | CS              | 1               | 0               | 0               | 1               | -                  | -                  | -                  | -                  | -                  | -           | -           | -           | -           | -           | 18     | 11     | 5      | 2      | 61,11      | Eson.           |
| Totale Yverdon              | Totale Yverdon              | Totale Yverdon              | 90         | 58         | 16         | 16         |                 | 2               | 0               | 0               | 2               |                    |                    |                    |                    |                    |             |             |             |             |             | 92     | 58     | 16     | 18     | 63,04      |                 |
| 2020-2021                   | Stade Nyonnais              | PL                          | 22         | 6          | 9          | 7          | CS              | 2               | 1               | 0               | 1               | -                  | -                  | -                  | -                  | -                  | -           | -           | -           | -           | -           | 17     | 6      | 7      | 4      | 35,29      | 8°              |
| 2021-2022                   | Stade Nyonnais              | PL                          | 35         | 17         | 7          | 11         | CS              | 1               | 0               | 0               | 1               | -                  | -                  | -                  | -                  | -                  | -           | -           | -           | -           | -           | 36     | 17     | 7      | 12     | 47,22      | 4°              |
| Totale Stade Nyonnais       | Totale Stade Nyonnais       | Totale Stade Nyonnais       | 57         | 23         | 16         | 18         |                 | 3               | 1               | 0               | 2               |                    |                    |                    |                    |                    |             |             |             |             |             | 60     | 24     | 16     | 20     | 40,00      |                 |
| 2022-2023                   | Stade Lausanne-Ouchy        | CL                          | 36+2       | 17+2       | 9+0        | 10+0       | CS              | 2               | 1               | 0               | 1               | -                  | -                  | -                  | -                  | -                  | -           | -           | -           | -           | -           | 38     | 19     | 9      | 10     | 50,00      | 3° (prom.)      |
| lug.-nov. 2023              | Stade Lausanne-Ouchy        | SL                          | 13         | 2          | 4          | 7          | CS              | 3               | 1               | 2               | 0               | -                  | -                  | -                  | -                  | -                  | -           | -           | -           | -           | -           | 16     | 3      | 6      | 7      | 18,75      | Eson.           |
| Totale Stade Lausanne-Ouchy | Totale Stade Lausanne-Ouchy | Totale Stade Lausanne-Ouchy | 51         | 21         | 13         | 17         |                 | 5               | 2               | 2               | 1               |                    |                    |                    |                    |                    |             |             |             |             |             | 56     | 23     | 15     | 18     | 41,07      |                 |
| dic. 2024-2025              | Neuchâtel Xamax             | CL                          | 18         | 4          | 4          | 10         | CS              | -               | -               | -               | -               |                    |                    |                    |                    |                    |             |             |             |             |             | 18     | 4      | 4      | 10     | 22,22      | Sub. 8°         |
| Totale carriera             | Totale carriera             | Totale carriera             | 247        | 123        | 55         | 69         |                 | 11              | 3               | 2               | 6               |                    |                    |                    |                    |                    |             |             |             |             |             | 258    | 126    | 57     | 75     | 48,84      |                 |

## Palmarès

### Allenatore

#### Competizioni nazionali
- Promotion League: 1

Servette: 2015-2016